# Rosenbergia chicheryi
Rosenbergia chicheryi är en skalbaggsart som beskrevs av Rigout 1981. Rosenbergia chicheryi ingår i släktet Rosenbergia och familjen långhorningar. Inga underarter finns listade i Catalogue of Life.